# Česká expedice

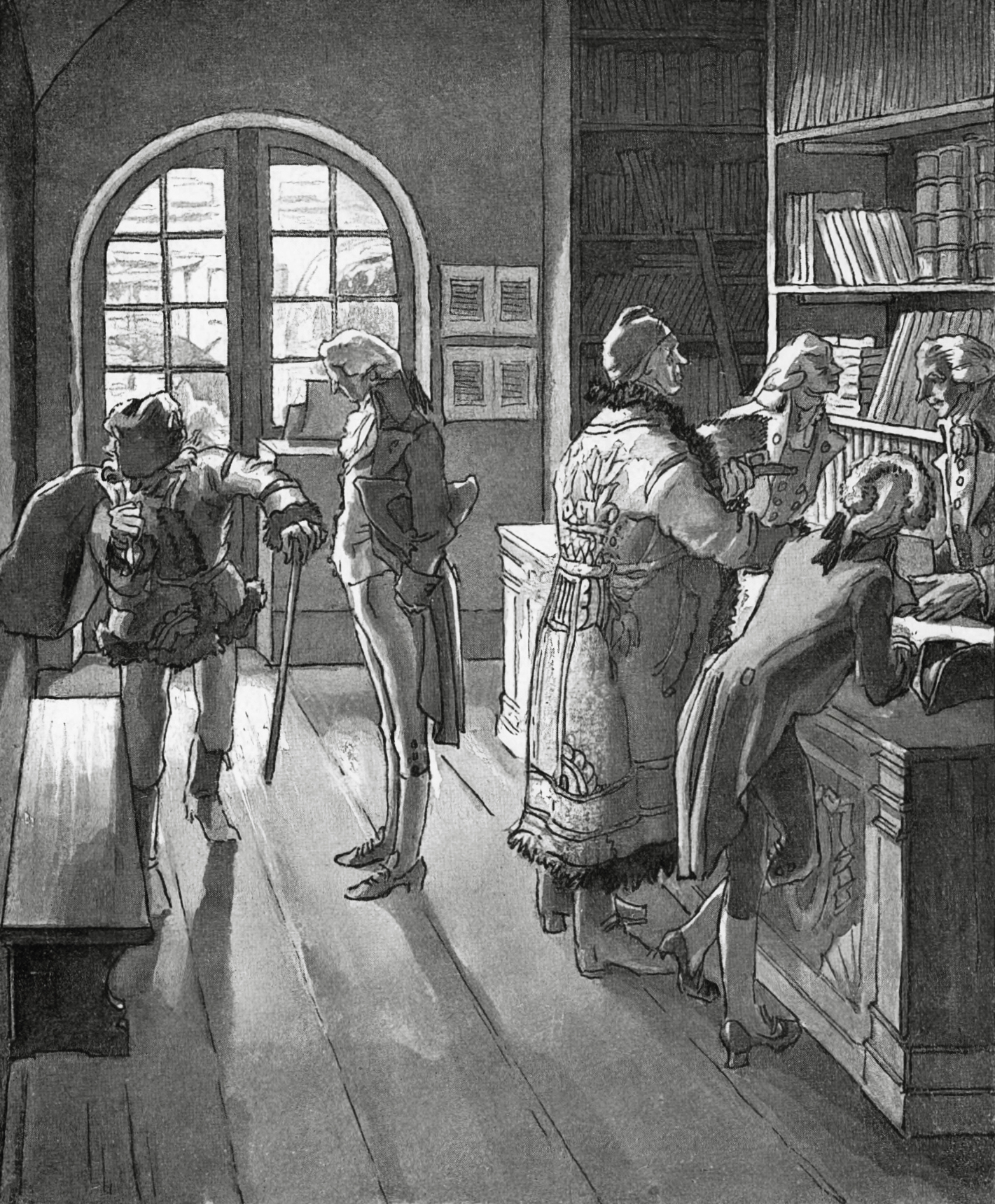
Krameriova České expedice na ilustraci Adolfa Kašpara k Jiráskovu historickému románu F. L. Věk

Česká expedice bylo centrum českého obrozeneckého hnutí v době jeho počátku a to jako pražské nakladatelství, knihkupectví a antikvariát.
Založil jej roku 1790 v návaznosti na zrušené Svatováclavské nakladatelství vydavatel a novinář Václav Matěj Kramerius. Po jeho smrti expedici několik let řídil přítel zesnulého, literát Jan Rulík. Později ji převzal Krameriův syn, Václav Rodomil Kramerius, který již tolik úspěšný jako otec nebyl. Celé nakladatelství nakonec prodal Jakubu Schönefeldovi (1795-1841), synovi Jana Ferdinanda ze Schönfeldu, od něhož se kdysi Václav Matěj Kramerius osamostatnil.